# Human interface device
Human interface device lub human input device (HID) – urządzenia do wprowadzania danych przez człowieka)
nazwa kodowa dla urządzeń peryferyjnych służących do wprowadzania informacji do komputera, takich jak dżojstik, mysz, trackball czy klawiatura. Urządzenia HID są produkowane z myślą o podłączeniu ich do portu USB, dzięki czemu są łatwo rozpoznawane i odpowiednio przez komputer numerowane.